# デジタルオブジェクト識別子
デジタルオブジェクト識別子（デジタルオブジェクトしきべつし、英語: Digital Object Identifier、略称DOI）は、インターネット上のドキュメントに恒久的に与えられる識別子である。
URLは、サーバの移転などによって変化するため、古い情報になるほどリンク切れなどの不都合が生じやすい。DOIは、ユーザーとファイルの所有者（出版社や音楽配信業者など）の間にDOIディレクトリを経由させることで、これを回避するものである。
DOIは、学術論文の分野でよく利用されており、NatureやScienceのような学術雑誌や、ACM、IEEEなどの学会が発行した論文誌の記事に付与されている。
また、DOIは著作物のタイトルだけでなく、より細分化したレベルで付与することもできる。書籍なら任意のページや図表ごと、CDであれば曲ごとに識別子がつけられるため、目的とする情報を早く選択的に得ることが可能となる。（ISBNやISSN、CODENなどは、タイトル別にのみ識別番号が付けられている）。
DOIのシステムはAAP（Association of American Publishers、アメリカ出版協会）とCNRI（Corporation for National Research Initiatives）によって設立され、現在は国際DOI財団（The International DOI Foundation）によって運営されている。

## システム
典型的なDOIは次のような文字列である。
10.1021/jo0349227
この例において、10.1021は国際DOI財団が付与するディレクトリの識別子（本例ではアメリカ化学会を示す）である。スラッシュ以下のjo0349227はファイルの所有者（本例ではアメリカ化学会）が任意で付けるIDである。
実際にブラウザでDOIによって検索をする際には、次のように"https://doi.org/"の後にDOIをつければよい（以前は"http://dx.doi.org/"や"http://doi.org/"だったが、現在これは推奨されてはいない）。
https://doi.org/10.1021/jo0349227
システム上は次のような過程を経てファイルが表示される。
1. ユーザーが、欲しいファイルのDOIを入力する。
2. 入力されたDOIが、DOIディレクトリに送信され、目的のファイルのURLに変換される。
3. 変換されたURLが、ファイルが置かれている出版社のサーバに転送される。
4. 出版者のサーバが、ユーザーに目的のファイルを送信する。

もし出版社がファイルの移動を行う場合は、DOIディレクトリ内で対応するURLを更新することで対応する。したがって、ユーザー側は同じDOIをいつまでも使い続けることができる。

## DOI登録機関
- CrossRef
- DataCite（英語版）
- 欧州委員会出版局
- ジャパンリンクセンター
- mEDRA
- 韓国科学技術情報研究院（英語版）
- EIDR（英語版）
- 中国知網
- Airiti（英語版）
- ISTIC